# Nippon Yusen

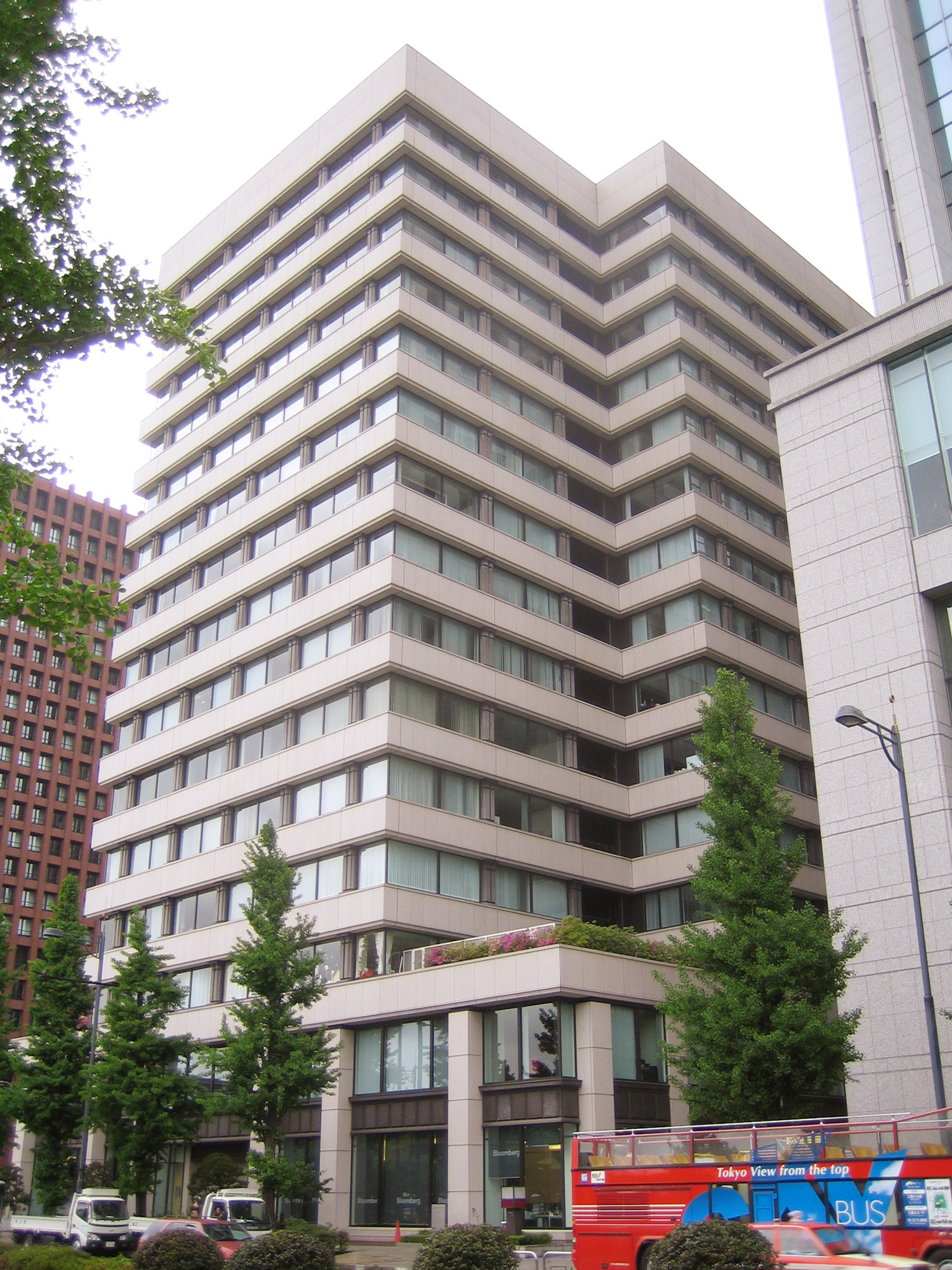
Företagets huvudkontor

Nippon Yusen, eller NYK Line, (japanska:日本郵船株式会社, Nippon Yūsen Kabushiki-gaisha ("Japan Mail Shipping Line") eller NYK Line}) är en av världens största shippingföretag. Företaget ingår i Mitsubishisfären och har sitt ursprung i det första Mitsubishiföretaget, Tsukumo Shokai, sedan 1875 Mitsubishi Shokai.